# Zes van Birmingham

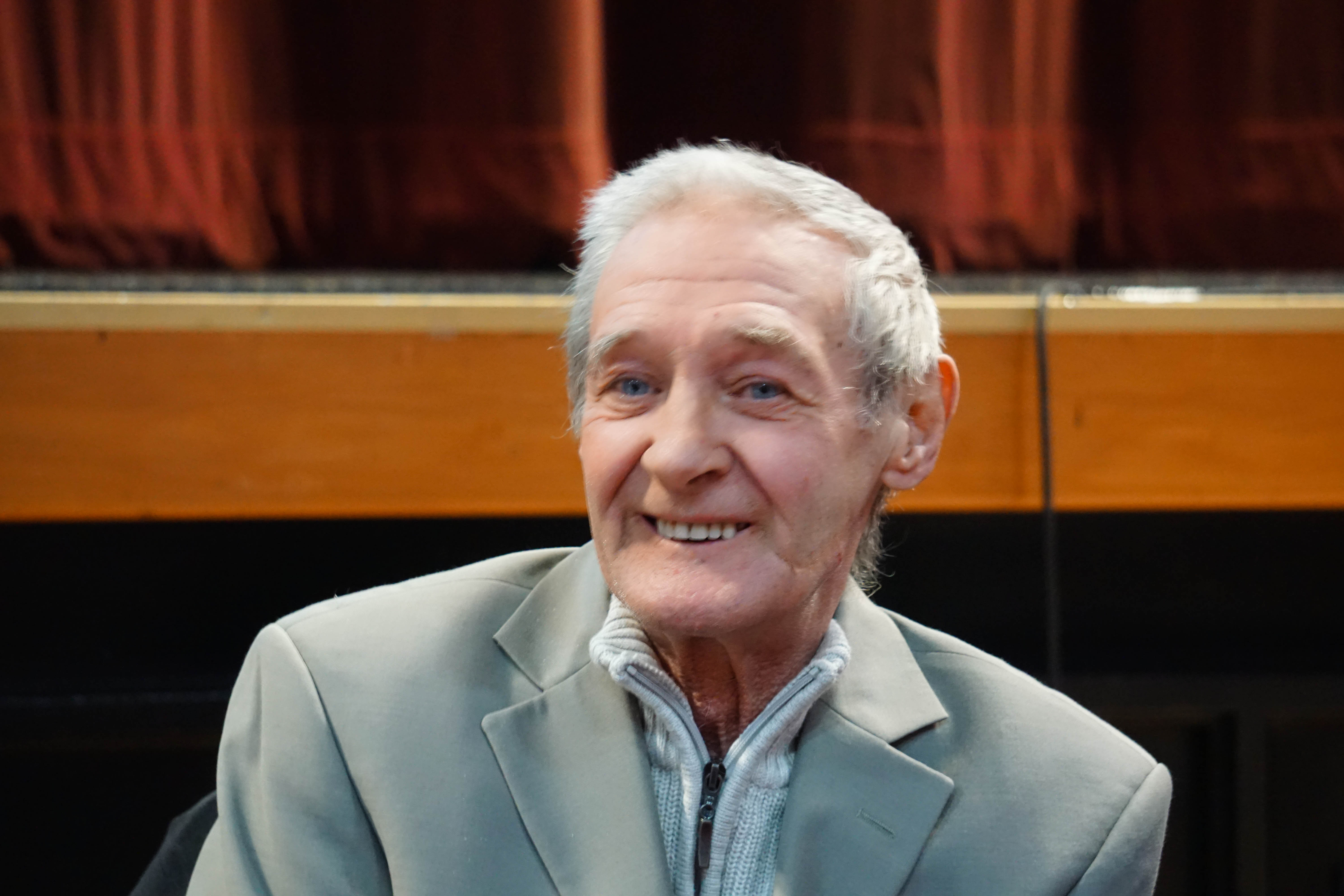
Patrick Hill in 2015

De Zes van Birmingham (Birmingham Six) zijn zes personen die in 1974 waren gearresteerd op verdenking van IRA-activiteiten. Zij werden allen veroordeeld tot een levenslange gevangenisstraf.
Het betreft de volgende personen:
- Hugh Callaghan
- Patrick Hill (overleden 30 december 2024)
- Gerard Hunter
- Richard McIlkenny (overleden 20 mei 2006)
- William Power
- John Walker

De bekentenissen die zij hadden afgelegd bleken echter met geweld te zijn afgedwongen. Een eigen onderzoek van parlementslid Chris Mullin bracht dat aan het licht. Toen hij met namen kwam van de eigenlijke daders werd de zaak heropend. Op 14 maart 1991 werden de zes mannen vrijgelaten na zestien jaar onterechte gevangenschap. Anderhalf jaar eerder was er ook iets dergelijks gebeurd, toen de Vier van Guildford moesten worden vrijgelaten na vijftien jaar onschuldig in een cel te hebben doorgebracht. In 2001, 10 jaar na hun vrijlating, werd de mannen een vergoeding van £840.000 tot £1,2 miljoen toegewezen.